# Татищево (Переволоцький район)
Тати́щево (рос. Татищево) — село у складі Переволоцького району Оренбурзької області, Росія.

## Населення
Населення — 605 осіб (2010; 608 у 2002).
Національний склад (станом на 2002 рік):
- росіяни — 79 %